# 孙悟空系列丛书
《孙悟空系列丛书》是1994年8月由海豚出版社出版发行的一套彩图系列丛书。围绕着孙悟空自大闹天宫到保护唐僧西天取经的故事。全34册。

## 丛书介绍
内容的改编基本忠实于原著《西游记》。封面的图画及内容彩图均由著名动画电影《大闹天宫》以及《人参果》的导演兼编剧严定宪负责主笔完成，完全保留了电影线条简洁，色彩分明，人物形象栩栩如生的华丽画风。该书的一部分创作者多是传统连环画界的名家，彩图的创作基本没有借助电脑的绘画与处理，完全是采用传统的勾线和颜料涂色的方式完成。

## 每册标题
1. 孙悟空出世
2. 孙悟空大闹天宫
3. 孙悟空归正
4. 大闹黑风山
5. 猪八戒做女婿
6. 流沙河收沙僧
7. 偷吃人参果
8. 巧斗黄袍怪
9. 莲花洞
10. 智降狮猁王
11. 勇擒红孩儿
12. 变法斗三仙
13. 大战通天河
14. 勇斗青牛精
15. 子母河
16. 连环洞
17. 西梁女国
18. 真假孙悟空
19. 三借芭蕉扇
20. 大战九头怪
21. 扫平假西天
22. 七绝山
23. 计盗紫金铃
24. 盘丝洞
25. 狮驼伏三魔
26. 伏妖救群婴
27. 四探无底洞
28. 无僧国
29. 劝善施雨
30. 计闹钉钯宴
31. 挟捉犀牛精
32. 悟空擒玉兔
33. 弄法救死魂
34. 取回真经